# 埃德蒙·戈温
埃德蒙·戈温（英語：Edmund Gwenn，1877年9月26日—1959年9月6日），出生名埃德蒙·约翰·凯拉韦（英語：Edmund John Kellaway），英国男演员，曾凭借电影《34街的奇蹟》获奥斯卡最佳男配角奖和金球獎最佳電影男配角。他还出演了亞弗列·希治閣导演的四部电影。